# Carlos Pereira
Pour le footballeur né en 1962, voir Carlos Pereira (football, 1962).
Carlos Jesus Pereira est un footballeur portugais né le 3 septembre 1910 à Funchal et mort le 11 août 1982. Il évoluait au poste de milieu de terrain.

## Biographie

### En club
Carlos Pereira joue dans les clubs du Boavista et du FC Porto,.
Il est champion du Portugal à trois reprises avec le FC Porto.

### En équipe nationale
International portugais, il reçoit 13 sélections en équipe du Portugal entre 1935 et 1942, pour un but marqué.
Il joue son premier match en équipe nationale le 5 mai 1935 en amical contre l'Espagne (match nul 3-3 à Lisbonne).
Il dispute un match de qualifications pour la Coupe du monde 1938 le 1er mai 1938 contre la Suisse (défaite 1-2 à Milan).
Il marque un but en amical contre l'Espagne le 20 janvier 1941.
Son dernier match a lieu le 1er janvier 1942 contre la Suisse en amical (victoire 3-0 à Lisbonne).

## Palmarès
Avec le FC Porto :
- Champion du Portugal en 1935, 1939 et 1940
- Vainqueur du Championnat du Portugal (ancêtre de la Coupe du Portugal) en 1937
- Champion de Porto en 1934, 1935, 1936, 1937, 1938 et 1939